# Ekimtxan
Ekimtxan - Экимчан (rus) és un possiólok de la vora dreta del riu Selemdja, a l'óblast de l'Amur (Rússia). El 2018 tenia 1.033 habitants.